# Julius Gundling

Julius Gundling, 1865

Julius Anton Gundling (* 7. März 1828 in Prag; † 4. Mai 1890 ebenda; Pseudonyme Lucian Herbert und Julius von Mergentheim) war ein böhmischer Schriftsteller.

## Leben
Julius Gundling war von Jugend an als Schriftsteller und Journalist tätig, zuerst als Herausgeber der humoristischen Zeitschrift Rübenzahl, dann als Mitarbeiter der Prager Morgenpost und letztendlich 1876/1877 als Mitbegründer, Redakteur und Theaterkritiker des Prager Tagblatts. Auch als Korrespondent für Zeitungen wie die Augsburger Allgemeine Zeitung wurde er bekannt. Seine Schwarz-gelben Bilder aus Alt- und Neu-Oesterreich, die er in dieser veröffentlichte, wurden später in Buchform gedruckt. Auch war er ein zu seiner Zeit beliebter Romanschriftsteller.
Während seines Studiums wurde er 1848 Mitglied der Alten Prager Burschenschaft Teutonia und 1848/49 der Prager Burschenschaft Markomannia. Sein rechtswissenschaftliches Studium schloss Gundling wie sein Vater, als iuris utriusque cultor (JuC) ab, wodurch er anschließend eine Stellung als Magistratsbeamter in Prag annehmen konnte. Er zog sich jedoch bereits im Alter von 35 Jahren als Privatier wieder zurück und widmete sich verstärkt der literarischen Arbeit.
Am 19. Februar 1852 heiratete er in Prag Maria Magdalena (Madelaine) Ballasko, die Tochter des k.k. Staatsbuchhaltungsoffizials Jakob Ludwig Ballasko. Mit ihr hatte er zwei Töchter, Amalia und Katharina. Letztere war einer der ersten studierenden Frauen. Sie studierte an der Universität Zürich Philosophie.

## Familie
Julius Gundling stammt aus einer angesehenen Prager Familie, die aus dem Raum Nürnberg stammt. In diese Familie gehören auch die bekannten Brüder Nikolaus Hieronymus Gundling und Jacob Paul Freiherr von Gundling.
Sein Vater war der Prager Bürger und Eisenwarenhandelsherr Anton Gundling, der auf Grund seiner großzügigen Charaktereigenschaften ein allseits geachteter Mann gewesen sein soll und dessen Haus am Wenzelsplatz in Prag ein Treffpunkt für Adel, Universitätsprofessoren und Journalisten wurde, wo man die von ihm abonnierte "Augsburger Allgemeine Zeitung" täglich diskutierte. Sein Bruder war der Landesadvokat Eduard Gundling, ein bekannter Rechtsprofessor der Karl-Ferdinands-Universität Prag, der zugleich auch deutsch-tschechische Vorlesungen der Musikgeschichte hielt.

## Werke (Auswahl)
- Henriette Sontag. Künstlerlebens Anfänge in Federzeichnungen, 1860.
- 1830. Roman und Geschichte, 1861.
- 1831 oder Polens letzte Tage. Roman und Geschichte, 1861–1862.
- Moderner Don Juan. Roman. 1862.
- Carlo Alberto und Louis Napoleon. Roman und Geschichte, 1864.
- Nikolaus von Metternich. Roman und Geschichte, 1866–1868.
- Bis zum Rubicon. Roman aus Julius Cäsars Jugendleben, 1867.
- Nikolsburg und seine Folgen. Historischer Roman aus Österreichs neuester Zeit, 1867–1868.
- Das Testament Peters des Großen. Roman und Geschichte, 1869.
- Friedliche Fahrten in kriegerischer Zeit, 1872.
- Casanova, Chevalier von Seingalt. Roman, 1874.